# 3096 дней (фильм)
«3096 дней» (нем. 3096 Tage) — фильм режиссёра Шерри Хорман с Антонией Кэмпбелл-Хьюз, Туре Линдхардтом и Трине Дюрхольм в главных ролях. Картина основана на одноимённой автобиографии австрийки Наташи Кампуш, похищенной в возрасте 10 лет техником Вольфгангом Приклопилем и проведшей в заточении более 8 лет.

## Сюжет
В марте 1998 года техник Вольфганг Приклопиль похищает 10-летнюю девочку Наташу Кампуш, когда она идёт в школу. Он привозит её в свой дом в Штрасхофе-ан-дер-Нордбане. Наташа становится одновременно для него работницей, подругой и любовницей. Первое время он не выпускает жертву из дома, но затем начинает выводить её на улицу. Он даже вывозит Наташу на лыжную прогулку. Там она пытается обратиться за помощью к женщине в туалете, но та оказывается туристкой из России и не понимает, что ей хотят сказать.
Через восемь лет Наташе удаётся сбежать, после чего похититель совершает самоубийство, бросившись под поезд.

## В ролях
| Актёр                 | Роль                 |
| --------------------- | -------------------- |
| Антония Кэмпбелл-Хьюз | Наташа Кампуш        |
| Туре Линдхардт        | Вольфганг Приклопиль |
| Трине Дюрхольм        | Бригитта Сирни       |
| Амелия Пиджен         | Кампуш в детстве     |
| Дирбла Моллой         | Вальтрауд Приклопиль |
| Рёланд Вайснеккер     | Людвиг Кох           |
| Эллен Швирс           | бабушка Кампуш       |
| Эрни Мангольд         | бабушка Приклопиля   |
| Себастьян Вебер       | Эрнст Хольцапфель    |
| Анджелина Ноа         | русская туристка     |

## История создания

### Истоки
Сразу после побега Кампуш привлекла внимание прессы и кинематографистов. Ей было сделано несколько предложений об экранизации похищения. В СМИ появились сообщения, что за первый договор о съёмках ей предложили более миллиона фунтов. Также в прессе высказывались слухи, что за экранизацию возьмётся Элай Рот, тогда известный как режиссёр фильма ужасов «Хостел».
В 2010 году Кампуш опубликовала автобиографию «3096 дней» в соавторстве с двумя журналистками Хайке Гронемайер и Коринной Мильборн. Тогда же стало известно, что продюсером и автором сценария картины о похищении будет Бернд Айхингер. Однако в 2011 году Айхингер скоропостижно скончался от инфаркта миокарда. К тому времени он успел написать первые 50 страниц сценария.
После смерти Айхингера создание фильма было остановлено, но кинокомпания Constantin Film объявила, что фильм всё же будет снят. Режиссёром была выбрана Шерри Хорман, сценарий же закончила Рут Тома. Айхингер сам выбрал Хорман, которая запомнилась ему как режиссёр биографической картины о модели Варис Дирие «Цветок пустыни».
Оператор Михаэль Балльхаус, муж Хорман, в 2006 году отошёл от кинематографа по причине пожилого возраста, но согласился работать в фильме по просьбе супруги.

### Кастинг
Айхингер на роль Кампуш пригласил Кейт Уинслет. В итоге роль досталась британской актрисе Антонии Кэмпбелл-Хьюз, известной участием в фильме «Яркая звезда». Ради исполнения жертвы похищения актрисе пришлось сильно похудеть и постричь волосы. В интервью газете Evening Standard Кэмпбелл-Хьюз сказала, что «с самого начала подразумевалось, что я буду страдать так же, как она».
Кампуш в детстве сыграла Амелия Пиджен, уроженка города Торки. По словам режиссёра, девочку нашла кастинг-директор Пиппа Холл, которая искала в различных детских учреждениях ребёнка, похожего на Кампуш. После этого Пиджен приехала в Лондон на прослушивание, где получила роль.
Роль Приклопиля досталась датчанину Туре Линдхардту. Хорман сказала, что многие актёры сразу отказывались от роли педофила. Мать Кампуш Бригитту Сирни сыграла Трине Дюрхольм.

### Съёмки
Съёмки фильма начались в 2012 году и проходили в Мюнхене. Так как фильм был предназначен для международного проката, съёмки велись на английском языке, а для Германии был сделан синхронный перевод.

## Релиз
Премьера фильма состоялась 25 февраля 2013 года в Вене. На ней присутствовала сама Кампуш, которая, однако, отказалась отвечать на какие-либо вопросы. 28 февраля фильм вышел в широкий прокат в Германии и Австрии.
В первый уикенд фильм посмотрели 144 000 зрителей.

## Награды и номинации
| Награды и номинации | Награды и номинации | Награды и номинации        | Награды и номинации | Награды и номинации |
| Награда             | Год                 | Категория                  | Номинирован(а)      | Итог                |
| ------------------- | ------------------- | -------------------------- | ------------------- | ------------------- |
| Romy Gala           | 2013                | Лучшая операторская работа | Михаэль Балльхаус   | Победа              |